# 脂肪酸酯
脂肪酸酯（缩写FAE）是一类有机化合物，指脂肪酸与醇形成的酯。脂肪酸酯能通过布沃-布朗还原反应还原为对应的长链脂肪醇和短链醇。
若为组成的醇为甘油（丙三醇），则称为脂肪酸甘油酯，包括单酸甘油酯、二酸甘油酯、三酸甘油酯（甘油三酯），食用脂肪的主要成分是甘油三酯。
若为组成的醇为甲醇，则称为脂肪酸甲酯（FAME），醇为乙醇，则称为脂肪酸乙酯（FAEE）